# Habitatge al carrer Torras i Bages, 10 (Vic)
L'Habitatge al carrer Torras i Bages, 10 és una obra noucentista de Vic (Osona) protegida com a Bé Cultural d'Interès Local.

## Descripció
Casa de pisos mitgera i d'un sol tram. Consta de soterrani, planta baixa i dos pisos. La planta baixa presenta un portal d'arc rebaixat i una finestra, el primer: dues obertures amb el mateix arc i amb ampli balcó, mentre el segons pis té dos balconets de petites dimensions. A la part superior hi ha una terrassa, amb barana decorada amb estucs tot imitant una balustrada amb data de 1920. Els balcons i la terrassa són sostinguts per modillons. La façana és decorada amb estucs i esgrafiats. Les baranes i reixes són de ferro forjat. L'estat de conservació és bo.

## Història
Amb l'expansió urbana de Vic, a principis del segle xx, és traçà el nou c/ Torras i Babes que venia a substituir els c/ Santa Teresa a la sortida de Vic cap a la carretera de Sant Hilari, que promogué més tard la urbanització cap el sector de llevant de la ciutat fins a enllaçar amb els edificis del c/ dels Caputxins i cap a la carretera de Roda. Aquesta casa, construïda al 1920, forma part d'un conjunt de cases modernistes aixecades a principis del segle xx.